# 徐華清 (廣東)

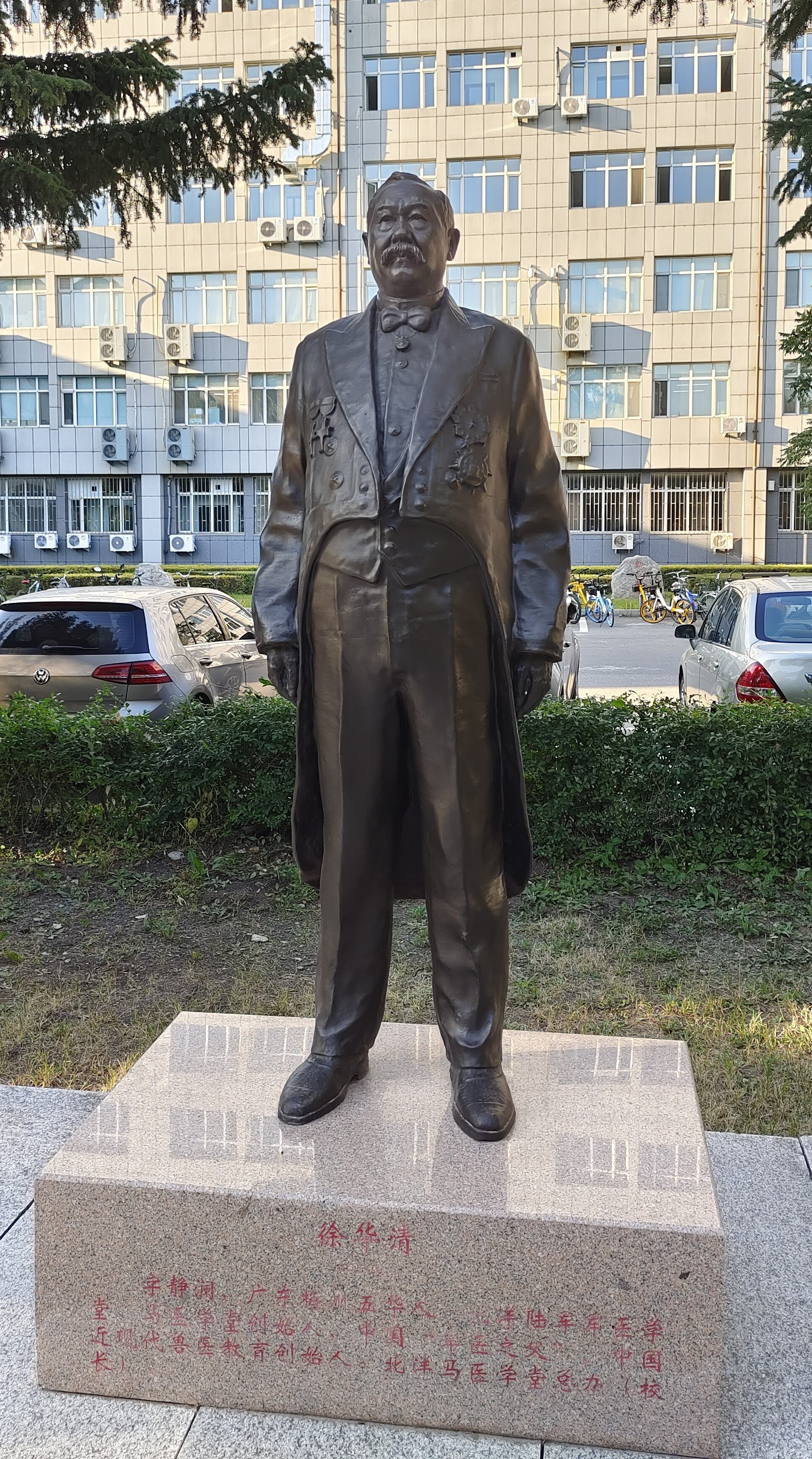
徐華清銅像，位於吉林大學和平校區。

徐華清（1861年—1924年6月24日），字静瀾，廣東五華人，中國醫學家、清代政治人物，為中國近現代獸醫教育奠基人，北洋馬醫學堂首任總辦。被誉为“中國軍醫之父”。

## 生平
1861年生于五华县安流镇文葵鲤江村。12岁随族人赴香港打工，信仰基督教，得教会资助，辗转赴美國读书。24岁获哈佛大学学士学位，后留学德国柏林大学医学院，清光绪十四年（1888年）获医学博士回国，任教于香港皇仁书院，屡次治愈疑急难重症病人。并治愈清钦差胃裂症。1891年为慈禧太后诊治乳疾，消除疾患，受重赏并敕封一品顶戴花翎，官拜“总理医政”，主持全国医务。中日甲午战争后，总办北洋陆军军医学堂和陆军马医学堂，培养大批军医以及军事兽医人才，被誉为“中國軍醫之父”。
1904年，奉清政府令在河北保定创办北洋马医学堂以培养高等兽医人才，兼任马医学堂总办。此學堂為今吉林大學動物醫學學院之前身。1912年任陆军军医总监，领陆军上将衔，兼任中国红十字会会长。直皖戰爭、直奉戰爭时，率医疗队赴战场救护，获世界红十字会铸赠白金指挥刀，美、德、俄、日、英等国皆赠勋章。
1921年后，调任多伦关简任监督、安徽大通榷运局局长、山东临清关监督等职。曾在家乡捐献500银元为五华县立中学建校，捐款扩建知新小学和鲤江小学，并拨租穀百石为经费，捐款建福成冈基督教堂和同济义仓，拨穀20石为义仓储粮。1924年夏在天津病逝。葬北京西郊象鼻子山麓，享年63岁。徐世昌亲为墓碑题字。